# 朝日嶽鶴之助

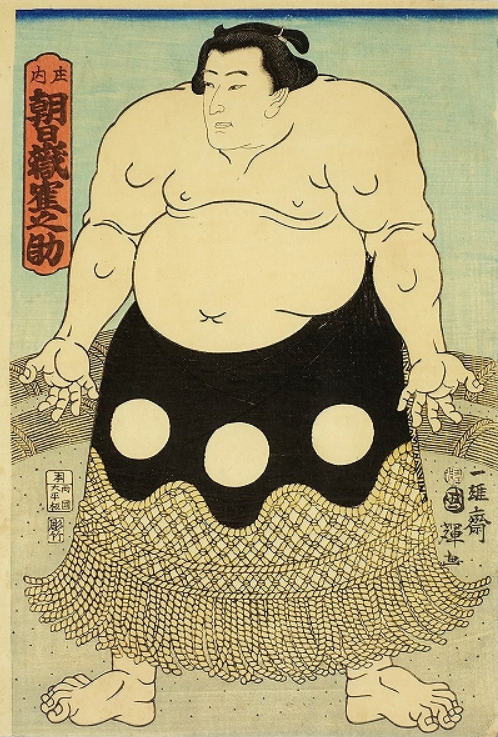
朝日嶽鶴之助 歌川国輝画

朝日嶽 鶴之助（あさひだけ つるのすけ、1840年（1838年説も） - 1882年4月4日）は、山形県鶴岡市出身（生地は現在の新潟県村上市）の大相撲力士。本名は本間→佐藤 庄蔵、本間姓の前の苗字は不明。最高位は大関。現役時代の体格は180cm、113kgと伝わる。

## 来歴
越後国の農家に生まれ、漁師に奉公に出された。庄内藩出入りの船人足として働いていたところが藩主の目に止まり、藩主の勧めで同郷の立田川（7代、元関脇常山五良治）に入門した。初土俵は万延元年（1860年）10月場所、幕下二段目に付け出された。最初の四股名は「由良ノ海庄蔵」だが、文久2年（1862年）2月に朝日嶽と改名した。朝日嶽の名は地元の名山大朝日岳に因んだ。まだ幕下の地位にあった慶応3年（1867年）11月場所で大関不知火（11代横綱）を破るなど8勝1分の好成績を挙げ、翌慶応4年（1868年）6月場所で入幕する。明治7年（1874年）3月場所からは3年半7場所の間関脇の座にあり、明治10年（1877年）12月場所大関に昇進、2場所勤めて明治11年（1878年）6月場所を最後に引退した。しかし朝日嶽の名を高めたのは明治維新の動乱期下の行動で見せた主君への報恩だったろう。
朝日嶽を抱えていた庄内藩酒井家は徳川家康以来の譜代筆頭という家柄だった。鳥羽・伏見の戦いで幕府軍が敗れたことを知った朝日嶽は、挙兵する主君の許へはせ参じようと新入幕の場所を途中休場してしまう。しかし江戸を出ようとも前途は官軍に塞がれて出られない。朝日嶽は江戸橋の荷揚げ業鈴木伊兵衛に志を伝え、感銘を受けた伊兵衛は榎本武揚に使いを出して幕府軍艦へ便乗できるよう手配した。洋服に簑笠を纏った出で立ちで風雨をついて小舟で軍艦に乗り込んだ朝日嶽は無事石巻に着き、官軍の目を逃れて昼は潜み夜に歩いて鶴ヶ岡城にたどり着き、藩主は大いに喜んだ。庄内藩は官軍に大いに抵抗したものの明治元年9月に降伏、朝日嶽も翌明治2年（1869年）4月場所から東京相撲に復帰した。東京に帰参した朝日嶽は大いに喝采を浴びたという。当時の人気力士を謡った俗謡に「相撲じゃ陣幕、顔じゃ綾瀬、程のよいのが朝日嶽」というものがあったが、薩摩藩抱えだった陣幕は官軍につき、綾瀬川は姫路藩から土佐藩へ抱えを移るなどした。史実の通り幕府軍は敗れたのだが、朝日嶽の忠義が徳川びいきの江戸っ子たちの胸を打ったのだろう。
「程のよい」と謡われたが色白の美男だったという。均整の取れた体つきで、高い人気におごらず節操高く力士の品位を高めた。明治11年、巡業で故郷の山形を訪れた際、時の県令三島通庸が五条家に取り計らい、山形限定（のち東北地方限定に）の横綱免許を五条家から受け、土俵入りを披露した。なお吉田司家からの免許は下りていないので、正式な横綱には数えられていない。
引退後は年寄立田川を襲名したが病弱で、引退から4年後の明治15年（1882年）4月4日に没した。

## 主な成績
- 幕内在位：21場所
- 幕内成績：82勝40敗37分6預45休　勝率.672

### 場所別成績
| 1860年 | x                        | 幕下付出 –               |
| 1861年 | 西幕下45枚目 –           | 西幕下34枚目 –           |
| 1862年 | 西幕下28枚目 –           | 西幕下21枚目 –           |
| 1863年 | 西幕下14枚目 –           | 西幕下13枚目 –           |
| 1864年 | 西幕下14枚目 –           | 西幕下17枚目 –           |
| 1865年 | 西幕下14枚目 –           | 西幕下12枚目 –           |
| 1866年 | 西幕下6枚目 4–2 1分      | 西幕下5枚目 6–1 1分1預   |
| 1867年 | 西幕下筆頭 4–2 2分       | 西幕下筆頭 8–0 1分       |
| 1868年 （明治元年） | 西前頭4枚目 1–2–7        | 西前頭3枚目 0–0–10       |
| 1869年 （明治2年） | 西前頭5枚目 4–3–2 1分    | 西前頭3枚目 4–3–2 1分    |
| 1870年 （明治3年） | 西前頭2枚目 5–2–1 1分1預 | 西前頭2枚目 5–0–1 3分1預 |
| 1871年 （明治4年） | 西前頭筆頭 3–4–1 2分     | 東前頭筆頭 4–2–4         |
| 1872年 （明治5年） | 東小結 4–2–1 2分1預      | 西前頭筆頭 4–3–1 2分     |
| 1873年 （明治6年） | 西小結 4–1–1 4分         | 西小結 4–2–1 2分1預      |
| 1874年 （明治7年） | 西関脇 6–1–1 2分         | 西関脇 5–1–1 3分         |
| 各欄の数字は、「勝ち-負け-休場」を示す。 優勝 引退 休場 十両 幕下 三賞：敢=敢闘賞、殊=殊勲賞、技=技能賞 その他：★=金星 番付階級：幕内 - 十両 - 幕下 - 三段目 - 序二段 - 序ノ口 幕内序列：横綱 - 大関 - 関脇 - 小結 - 前頭（「#数字」は各位内の序列） |                          |                          |

| 1875年 （明治8年） | x                   | 西関脇 5–1–1 2分1預   |
| 1876年 （明治9年） | 西関脇 3–1–1 4分1預 | 西関脇 5–3–1 1分      |
| 1877年 （明治10年） | 西関脇 4–2–2 2分    | 西関脇 5–3–1 1分      |
| 1878年 （明治11年） | 西大関 5–3–1 1分    | 西大関 引退 2–1–4 1分 |
| 各欄の数字は、「勝ち-負け-休場」を示す。 優勝 引退 休場 十両 幕下 三賞：敢=敢闘賞、殊=殊勲賞、技=技能賞 その他：★=金星 番付階級：幕内 - 十両 - 幕下 - 三段目 - 序二段 - 序ノ口 幕内序列：横綱 - 大関 - 関脇 - 小結 - 前頭（「#数字」は各位内の序列） |                     |                       |

- 当時は十両の地位が存在せず、幕内のすぐ下が幕下であった。番付表の上から二段目であるため、現代ではこの当時の幕下は、十両創設後現代までの十両・幕下と区別して二段目とも呼ぶ。
- 二段目11枚目以下の地位は小島貞二コレクションの番付実物画像による。また当時の二段目11枚目以下の星取・勝敗数等に関する記録は相撲レファレンス等のデータベースに登録がなく、現存していない可能性もあるため、その地位の勝敗数等は省略。